# Gens Aburia
La gens Aburia era una gens plebea romana degli ultimi secoli della Repubblica e del I secolo d.C. Il primo membro illustre di questa gens fu Marco Aburio, praetor peregrinus nel 176 a.C.

## Itria nominausati dalla gens
Gli Aburii sono noti per aver usato i praenomina Marcus, Gaius e Decimus. I primi Aburii si trovarono senza un cognomen. Le monete emesse da questa gens portano l'abbreviazione Gem., che probabilmente sta per Geminus. Nel I secolo d.C. fu utilizzato il cognomen Bassus.

## Membri illustri della gens
- Marco Aburio (Marcus Aburius): vissuto nel II secolo a.C., fu tribuno della plebe nel 187 a.C. e praetor peregrinus nel 176 a.C.;
- Gaio Aburio (Gaius Aburius): vissuto nel II secolo a.C., fu uno degli ambasciatori inviati da Scipione l'Africano a Massinissa e a Cartagine;
- Gaio Aburio M. F. Geminus (Gaius Aburius M. f. Geminus): vissuto nel II secolo a.C., fu magistrato monetario nel 134 a.C.;
- Marco Aburio M. F. Geminus (Marcus Aburius M. f. Geminus): vissuto nel II secolo a.C., fu magistrato monetario nel 132 a.C.;
- Decimo Aburio Basso (Decimus Aburius Bassus): vissuto nel I secolo d.C., fu consul suffectus nell'85.